# П'єр Андреа Саккардо
П'єр Андреа Саккардо (Pier Andrea Saccardo; 23 квітня 1845, Тревізо — 12 лютого 1920, Падуя) — італійський ботанік і міколог.

## Біографія

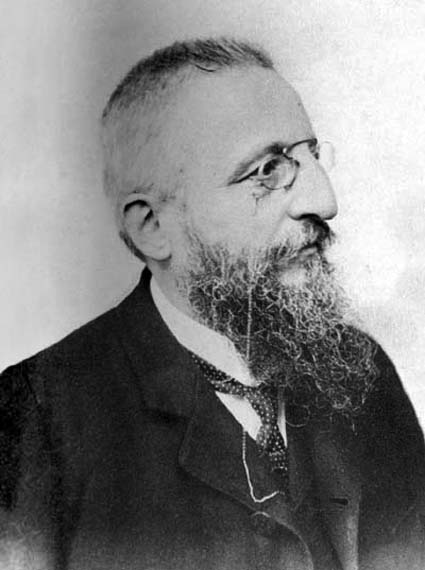
П'єр Андреа Саккардо

Саккардо навчався у ліцеї у Венеції, а потім у технічному інституті Падуанського університету, де в 1867 році отримав ступінь доктора. Він був помічником Роберто де Візіані (1800—1878), італійського ботаніка, натураліста та вченого. Потім у 1869 році став професором природничої історії в Падуї. У 1876 році заснував мікологічний журнал Michelia, який опублікував багато його ранніх мікологічних робіт. У 1879 році став професором ботаніки і директором ботанічних садів університету до 1915 року. Для свого гербарію він зібрав близько 70 000 зразків грибів, які охоплювали понад 18 500 різних видів. Гербарій досі зберігається в університеті.
Наукова діяльність Саккардо майже повністю зосереджена на мікології. Свою першу книгу він написав у 1864 році (коли йому було 19 років), Flora Montellica: Introduction to the flora Trevigiana. У 1872 році опублікував Mycologiae Venetae Specimen, в якому описав близько 1200 видів грибів. Він опублікував понад 140 статей про Deuteromycota (недосконалі гриби) і Pyrenomycetes. Він був найбільш відомим завдяки збірнику Sylloge, що містив вичерпний список усіх назв, які використовувалися для грибів. Sylloge досі є єдиною працею такого роду, яка була водночас вичерпною для ботанічного царства грибів і досить сучасною. Саккардо також розробив систему класифікації недосконалих грибів за кольором і формою спор, яка стала основною системою, яка використовувалася до класифікації за допомогою аналізу ДНК .

## Шкала хромотаксії

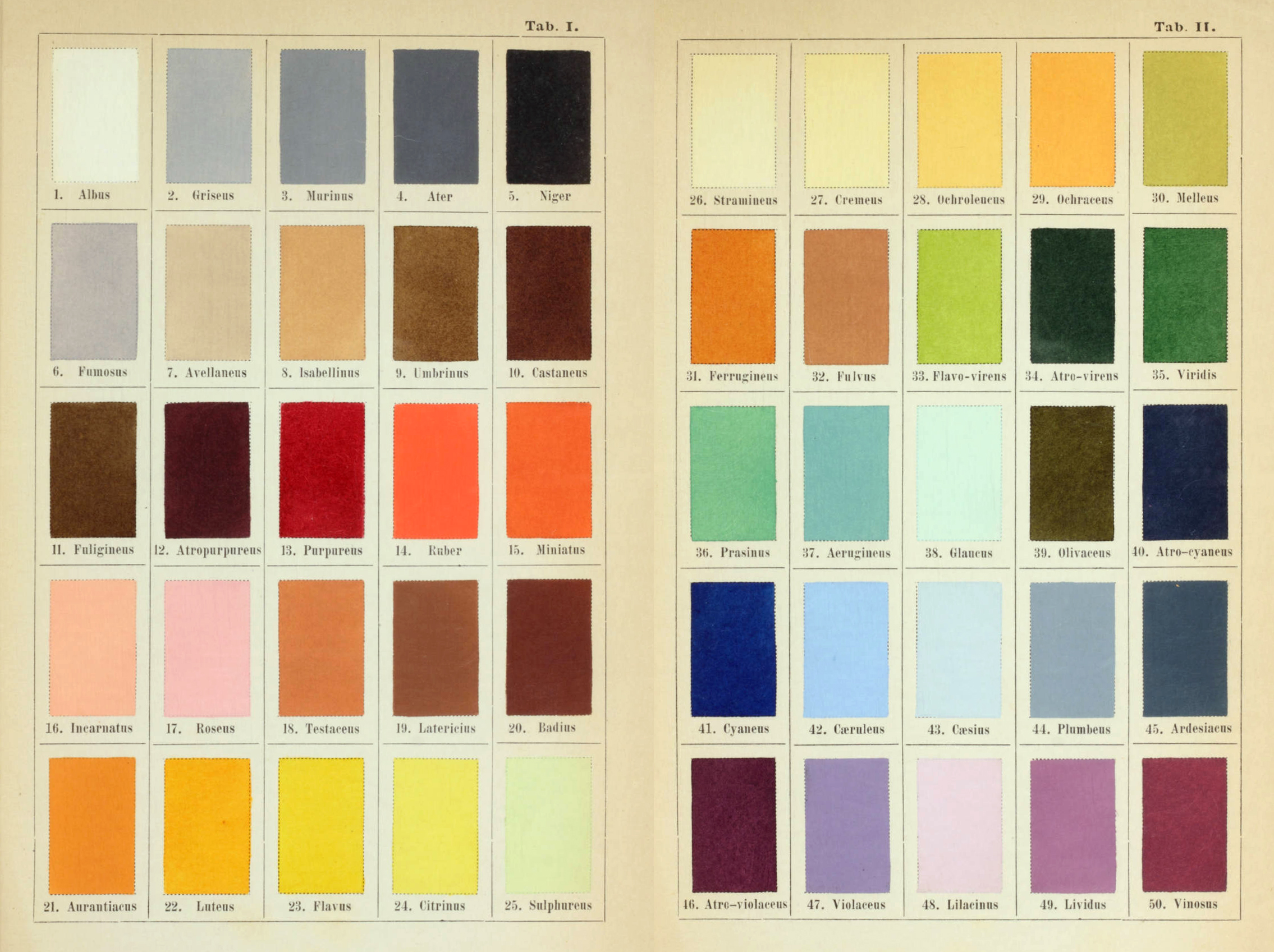
Шкала хромотаксії Саккардо

Саккардо запропонував цю колірну шкалу в 1894 році для стандартизації назв кольорів зразків рослин.

## Вибрані видання
Незамінною в історії мікології є його головна праця Sylloge fungorum omnium hucusque cognitorum (Падуя, 1882–90, у дев'яти томах), за якою слідує видання 1931 року у 25 томах.

### Книги
- Prospetto della Flora Trivigiana (Venice 1864)
- Bryotheca Tarvisina (Treviso 1864)
- Della storia e letteratura della Flora Veneta (Milan 1869)
- Sommario d'un corso di botanica (3rd ed., Padua 1880)
- Musci Tarvisini (Treviso 1872)
- Mycologiae Venetae specimen (Padua 1873)
- Mycotheca Veneta (Padua 1874–79)
- Michelis, commentarium mycologicum (Padua 1877 to 1882, 2 volumes.)
- Fungi italici autographie delineati et colorati (Padua 1877–86, with 1,500 tables)

## Особисте життя
У нього був син Доменіко Саккардо (1872—1952) і дочка Неффе Франческо Саккардо (1869—1896).

## Таксони названі ним і на його честь
Саккардо був одним із найплідніших систематиків в історії грибів. Для однієї книги він описав близько 1200 видів грибів, у тому числі 52 нових для науки.
Він також описав 3 види рослин;
- Antennaria rectangularis Sacc., Harriman Alaska Exped 5: 34, pl. 3 (1904)[9]
- Hibiscus pentacarpos var. albiflorus Sacc. ex Fiori, Nuov. Fl. Italia 2: 165 (1926) now a synonym of Kosteletzkya pentacarpos
- Ophrys integra Sacc., in Nuov. Giorn. Bot. iii. (1871) 165. now a synonym of Ophrys apifera

Його шанували в назві різних родів і видів;
- Saccardoa Trevis. 1869, (Lichenes), synonym of Pseudocyphellaria Vain., 1890
- Saccardia Cooke 1878 (Saccardiaceae family) in Grevillea 7: 49 in 1878.[10]
- Saccardoella {{Au|Speg. 1879, (Sordariomycetes class)]] in Michelia 1(5): 461 in 1879.[11]
- Saccardinula Speg. 1885 (Elsinoaceae family) in Anales Soc. Sci. Argent. 19: 257 in 1885.[12]
- Pasaccardoa Kuntze 1891, (in the Asteraceae family.[13]
- Saccardaea Cavara 1894 now a synonym of Venustosynnema ciliatum.[14]
- Saccardophytum Speg., first published in Anales Soc. Ci. Argent. 53: 181 in 1902, now a synonym of Benthamiella.[15]
- Saccardomyces Henn. 1904 (Trichosphaeriaceae family) in Hedwigia 43: 353 in 1904.[16]
- Phaeosaccardinula Henn. 1905 (Chaetothyriaceae family) in Hedwigia 44: XIV, 67 in 1905.[17]
- Neosaccardia Mattir. 1921 (fungi), synonym of Scleroderma Pers., 1801[18]